# Edgars Vērdiņš
Edgars Vērdiņš (ur. 29 marca 1993 w Dyneburgu, Łotwa) – łotewski piłkarz, grający na pozycji pomocnika.

## Kariera piłkarska

### Kariera klubowa
Jest wychowankiem drużyny FC Tranzīts. W sezonie 2009 jego zespół zajął 7. miejsce w najwyższej klasie rozgrywkowej na Łotwie. W następnym sezonie uplasował się z drużyną na 9. lokacie, która oznaczała konieczność gry w barażach o pozostanie w Virslīdze. Jednak jego klub nie przystąpił do dodatkowych meczów, przez co spadł do 1. līgi.
1 stycznia 2011 roku podpisał kontrakt z FK Ventspils. Początkowo występował w zespole rezerw tego klubu, jednak 1 lipca tegoż roku został przeniesiony do pierwszego zespołu. W sezonie 2011 jego zespół zakończył rozgrywki na pierwszym miejscu, wyprzedzając o 1 punkt drugi Liepājas Metalurgs, i zdobył tytuł mistrza Łotwy. Dzięki temu mógł walczyć w II rundzie kwalifikacyjnej do Ligi Mistrzów. W następnym sezonie zajął z tym zespołem 3. miejsce. Jego drużyna zdobyła 74 punkty – 4 mniej od pierwszego Daugava Dyneburg. Dzięki 3. pozycji mogli wystartować w I rundzie kwalifikacyjnej do Ligi Europy.
W sezonie 2013 zdobył z ekipą mistrzostwo kraju. Jednak on sam nie dokończył rozgrywek z tą drużyną. 11 lipca 2013 roku przeszedł na zasadzie wolnego transferu do klubu FK Jelgava. Sezon 2013 zakończył z tym zespołem na 8. pozycji. W sezonie 2014 jego drużyna zajęła 3. miejsce. Jednak on w trakcie trwania rozgrywek, 1 lipca 2014 roku, podpisał kontrakt z Daugava Daugavpils. Z tym klubem zakończył sezon 2014 na 5. pozycji. 1 lutego 2015 roku ponownie zmienił barwy klubowe, przechodząc do drużyny BFC Daugavpils.
Nie ma informacji o tym do kiedy wiąże go umowa z klubem BFC Daugavpils.

### Kariera reprezentacyjna
Edgars Vērdiņš wystąpił w czterech meczach reprezentacji Łotwy U-18 oraz w trzech spotkaniach tej reprezentacji do lat 19.

## Sukcesy i odznaczenia
- Mistrzostwo Łotwy (2 razy): 2011[4], 2013[6]